# Watter (Twiste)

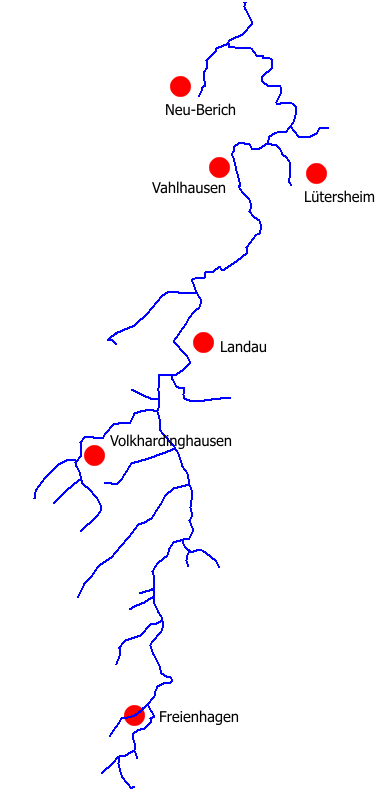
Die Watter (Fließrichtung von Süden nach Norden), mit Ortschaften

Enge Mäander der Watter zwischen Freienhagen und Landau

Die Watter ist ein etwa 21,9 km langer, südlicher und rechter Zufluss der Twiste im Landkreis Waldeck-Frankenberg, Nordhessen (Deutschland).

## Verlauf
Die Watter entspringt im Langen Wald an den nordöstlichen Hängen eines Bergkamms, der die Berge Stirn (475 m ü. NHN) im Norden und Heitzelberg (467,4 m) im Südosten verbindet. Die Quelle des Bachs liegt etwa 1,2 km südwestlich von Freienhagen (nördlicher Stadtteil von Waldeck) auf etwa 435 m Höhe. Die Watter fließt in überwiegend nördliche Richtungen.
In ihrem engen Tal verläuft die Watter anfangs durch Freienhagen, wobei sie die Bundesstraße 251 kreuzt. Etwas weiter nördlich fließt sie ein paar Kilometer östlich vorbei an Volkhardinghausen, direkt westlich vorbei an Landau (beides südöstliche Stadtteile von Bad Arolsen), wo sie von der Bundesstraße 450 überquert wird. Nach östlichem Passieren des Arolsender Weilers Vahlhausen unterquert die Watter die Kreisstraße 6, die Lütersheim (südlicher Stadtteil von Volkmarsen) im Südosten mit Neu-Berich (östlicher Stadtteil von Bad Arolsen) im Nordwesten verbindet. Nach westlichem Passieren der Wetterkapelle, ist sie von der Bahnstrecke Warburg–Sarnau und der Landesstraße 3080 (Wetterburg–Volkmarsen) überbrückt.
Kurz danach mündet die Watter zwischen Külte (westlicher Stadtteil von Volkmarsen) im Westen und Volkmarsen im Osten auf etwa 183 m in den von Westen kommenden Diemel-Zufluss Twiste.

## Einzugsgebiet
Das Watter-Einzugsgebiet, das rund 15 km (Luftlinie) lang ist, umfasst 41,25 km², womit die Watter nach der östlich benachbarten Erpe der vom Einzugsgebiet her zweitgrößte Nebenfluss der Twiste ist. Seine Breite schwankt zwischen eineinhalb und knapp vier Kilometern.
In ihrem Einzugsgebiet dominiert die Watter sehr stark, weil von ihren 15 Nebenflüssen zwölf nicht einmal 2 km Länge erreichen; der längste misst 3,8 km. Nur zwei dieser Zuflüsse haben eigene Nebenflüsse. Die Nebenflüsse haben zusammen ein Einzugsgebiet von 20,31 km², was nicht einmal der Hälfte des Wattereinzugsgebiets entspricht. Das Tal der Watter liegt relativ weit östlich in ihrem Einzugsgebiet, 59 Prozent desselben liegen westlich des Bachlaufs. Auf dieser Seite findet man auch wesentlich längere und ergiebigere Nebenflüsse als auf der steileren Ostseite.
Die Grundwasserergiebigkeit im Wattereinzugsgebiet liegt bei 5 bis 15 Litern pro Sekunde, ein mittlerer Wert.
Im Einzugsgebiet liegen fünf Ortschaften mit zusammen 2.834 Einwohnern (Stand: 2003), was einer Bevölkerungsdichte von 69,5 Einwohnern pro Quadratkilometer entspricht. Das Gebiet wird größtenteils landwirtschaftlich genutzt. 37 % werden als Ackerland, weitere 17 % als Grasland genutzt, 40 % sind bewaldet und vier Prozent dienen als zum Teil versiegelte Siedlungsflächen.

## Wasserscheide
Das Quellgebiet der Watter liegt auf der Diemel-Eder/Fulda/Weser-Wasserscheide. Das heißt, dass sich die in nördliche Richtung fließende Watter über die Twiste und Diemel in die Weser entwässert, während der Georgengraben, der nur etwa 450 m entfernt auch südlich von Freienhagen entspringt, einen südlichen Umweg über Elbe, Eder und Fulda zur Weser nimmt, und während der Reiherbach, der rund 670 m entfernt auch südlich von Freienhagen entspringt, einen noch etwas längeren Umweg über den Edersee, Eder und Fulda zur Weser nimmt.

## Nutzung

### Trinkwasser
Die Watter wurde in den letzten Jahrhunderten nicht zur Trinkwassergewinnung genutzt. In Freienhagen, Landau und Lütersheim gewann man allerdings Trinkwasser aus nahe der Watter gelegenen Quellen. Dieses Quellwasser wurde in Landau und Lütersheim mittels wasserkraftangetriebener Pumpwerke in die Ortschaften geschafft. Die Landauer Wasserkunst ist heute noch in den Sommermonaten in Betrieb und kann besichtigt werden: sie pumpt das Wasser in einen historisierenden Kump zwischen der Stadtkirche Landau und der Schule auf dem etwa 65 Meter über dem Niveau der Watter gelegenen Marktplatz.
In Freienhagen war ein solches Pumpwerk nicht nötig. Hier zeugen noch heute zwei Kümpe von der Wasserversorgung früherer Tage; einer davon ist allerdings versiegt. Aufgrund schwerer Wasserknappheiten Ende der 1950er Jahre wurde 1960 in Freienhagen eine Tiefbohrung von 326 Metern niedergebracht, durch die täglich bis zu 150 m³ Tiefenwasser gefördert werden können. Ein erheblicher Teil dieses Wassers gelangt über die ortseigene Kläranlage in die Watter, so dass diese heute selbst bei langanhaltenden Hitzeperioden nicht austrocknet.
Alle anderen Orte im Wattereinzugsgebiet sind an das Klärwerk in Volkmarsen angeschlossen, das sein geklärtes Wasser an die Twiste abgibt.

### Wasserkraft

Ruine des Wehrs, an dem früher der Betriebsgraben der Landauer Obermühle abgeleitet wurde (südlich von Landau)

Neben den beiden bereits erwähnten Pumpwerken trieb das Wasser der Watter, deren Gefälle durchschnittlich 11,3 Promille hat, einst auch sieben klassische Wassermühlen und eine Anlage an, die mit Hilfe der Wasserkraft handwerkliche Maschinen wie beispielsweise Sägen betrieb (Wasserkraftanlage Schuchmann). Neben dem Landauer Pumpwerk nutzen heute noch vier der Mühlen die Wasserkraft, drei davon betreiben statt eines Wasserrads heute allerdings Turbinen und anstatt Mehl zu mahlen wird heute Strom erzeugt. Für einige der Mühlen ist dies sogar die einzige Energiequelle, da sie aufgrund ihrer Lage fernab der nächsten Ortschaften nicht über einen Anschluss ans Stromnetz verfügen.
| Offizieller Name           | Obere Mühle                | Untere Mühle               | Siebringhäuser Mühle                  | Obermühle                 | Pumpwerk Landau                 |
| -------------------------- | -------------------------- | -------------------------- | ------------------------------------- | ------------------------- | ------------------------------- |
| Volkstümlicher Name        | Erste Mühle                | Zweite Mühle               | Pfeiffers Mühle                       | Mewes’ Mühle              | Wasserkunst                     |
| Lage (Koordinaten)         | 51° 17′ 41″ N, 9° 4′ 19″ O | 51° 17′ 56″ N, 9° 4′ 10″ O | 51° 19′ 35″ N, 9° 4′ 24″ O            | 51° 20′ 6″ N, 9° 4′ 18″ O | 51° 20′ 21″ N, 9° 4′ 50″ O      |
| Lage (Ort)                 | Freienhagen                | Freienhagen                | Landau                                | Landau                    | Landau                          |
| Lage (Flusskilometer)      | 17,7                       | 17,2                       | 13,3                                  | 12,2                      | 11,3                            |
| Einzugsgebiet              | 4,1 km²                    | 5,4 km²                    | 13,6 km²                              | 19,5 km²                  | 21,3 km²                        |
| Betrieb mit Wasserrad      | bis ca. 1990               | 1717 bis 1962              | bis 1949                              | bis 1958                  | 1535 bis heute                  |
| Durchmesser des Wasserrads | 7,00 m                     | 6,20 m                     | 4,10 m                                |                           | 4,80 m                          |
| Breite des Wasserrads      | 0,50 m                     | 0,45 m                     | 0,87 m                                |                           | 0,80 m                          |
| Typ des Wasserrads         | oberschlächtig             | oberschlächtig             | oberschlächtig                        | oberschlächtig            | oberschlächtig                  |
| Leistung des Wasserrads    |                            | 4,4 PS                     | 5,0 PS                                |                           | 5,5 PS                          |
| Betrieb mit Turbine        | ca. 1990 bis heute         | 1962 bis 2004              | 1950 bis heute                        | 1958 bis ca. 1990         | –                               |
| Leistung der Turbine       |                            |                            | 4,8 PS                                | 2,5 PS                    | –                               |
| Länge des Obergrabens      | 120 m                      | 480 m                      | 300 m                                 | 360 m                     | 400 m                           |
| Länge des Untergrabens     | 60 m                       | 200 m                      | 50 m                                  | 50 m                      | 20 m                            |
| Ursprüngliche Nutzung      | Getreidemühle              |                            | Schrotmühle Häckselmaschine Kreissäge |                           | Trinkwasserpumpwerk             |
| Heutige Nutzung            | Stromerzeugung             | keine?                     | Stromerzeugung                        | aufgegeben                | Versorgung der Landauer Brunnen |

| Offizieller Name           | Mittelmühle                | Wasserkraftanlage Schuchmann | Untermühle                 | Vahlhäuser Mühle           | Pumpwerk Lütersheim       |
| -------------------------- | -------------------------- | ---------------------------- | -------------------------- | -------------------------- | ------------------------- |
| Volkstümlicher Name        | Bräutigams Mühle           |                              | Bockemühle                 |                            |                           |
| Lage (Koordinaten)         | 51° 20′ 34″ N, 9° 4′ 36″ O | 51° 20′ 47″ N, 9° 4′ 44″ O   | 51° 20′ 59″ N, 9° 4′ 55″ O | 51° 22′ 20″ N, 9° 5′ 30″ O | 51° 22′ 33″ N, 9° 6′ 0″ O |
| Lage (Ort)                 | Landau                     | Landau                       | Landau                     | Landau                     | Lütersheim                |
| Lage (Flusskilometer)      | 10,8                       | 10,3                         | 9,7                        | 5,7                        | 4,7                       |
| Einzugsgebiet              | 22,0 km²                   |                              | 23,6 km²                   | 30,2 km²                   | 31,8 km²                  |
| Betrieb mit Wasserrad      | bis 1977                   | bis 1935                     | bis 1953                   | bis 1955                   | 1928 bis 1974             |
| Durchmesser des Wasserrads | 3,80 m                     |                              |                            | 3,50 m                     | 3,50 m                    |
| Breite des Wasserrads      | 0,80 m                     |                              |                            | 0,70 m                     | 0,60 m                    |
| Typ des Wasserrads         | oberschlächtig             | oberschlächtig               | oberschlächtig             | oberschlächtig             | mittelschlächtig          |
| Leistung des Wasserrads    | 3,6 PS                     |                              |                            |                            | 2,0 PS                    |
| Betrieb mit Turbine        | ca. 1986 bis heute         | –                            | 1953 bis 1965              | 1955 bis 1972              | –                         |
| Leistung der Turbine       | 3,4 PS                     | –                            | 6,7 PS                     | 6,0 PS                     | –                         |
| Länge des Obergrabens      | 400 m                      |                              | 300 m                      | 450 m                      | 500 m                     |
| Länge des Untergrabens     | 50 m                       |                              | 60 m                       | 100 m                      | 250 m                     |
| Ursprüngliche Nutzung      | Getreidemühle              |                              |                            |                            | Trinkwasserpumpwerk       |
| Heutige Nutzung            | Stromerzeugung             | aufgegeben                   | aufgegeben                 | aufgegeben                 | aufgegeben                |

### Gräben, Teiche und Wehre
Die Watter speist fünf Teichanlagen, ohne dabei selbst gestaut zu werden. Vier davon sind private Anlagen zur Fischzucht, die fünfte („Netzer Teich“) dient als Löschwasserreservoir. Weitere Fischteiche gibt es an den Zuflüssen der Watter, die teilweise auch zu diesen Zwecken gestaut werden.
Im Wattertal existierte einst ein Wassergrabensystem von insgesamt zirka 5 km Länge. Neben den Betriebsgräben der wasserkraftnutzenden Anlagen gibt es nördlich von Landau weitere Parallelgräben, die zur Viehtränke genutzt werden. Ein erheblicher Teil dieses Grabensystems ist heute nicht mehr in Betrieb. Teilweise finden sich noch Relikte wie Ruinen von Wehren und verlandete Gräben.
Eine Besonderheit an der Watter bildet der gemeinsame Betriebsgraben der Oberen und Unteren Mühle (bei Freienhagen). Er wird von einem Nebenfluss der Watter quasi gekreuzt. Dies wird durch ein zusätzliches Wehr ermöglicht.

## Sehenswertes und Denkmäler
Zu den Sehenswürdigkeiten sowie Kultur- und Naturdenkmälern entlang oder nahe der Watter gehören neben den bereits erwähnten Wassermühlen, das Schloss Landau, die Höhlen Hollenkammer und Huckershöhlen und die Überbleibsel der Burg Fürstenstein.